# Talismania homoptera
Talismania homoptera är en fiskart som först beskrevs av Vaillant, 1888.  Talismania homoptera ingår i släktet Talismania och familjen Alepocephalidae. Inga underarter finns listade i Catalogue of Life.